# المحلة (مناخة)

تعديل مصدري - تعديل

المحلة هي إحدى قرى عزلة بني مقاتل بمديرية مناخة التابعة لمحافظة صنعاء، بلغ تعداد سكانها 105 نسمة حسب تعداد اليمن لعام 2004.